# باريس هورن
باريس هورن (6 أغسطس 1987 بفيلادلفيا في الولايات المتحدة - ) (بالإنجليزية: Paris Horne)‏ هو لاعب كرة سلة أمريكي في مركز مدافع مسدد الهدف. لعب مع Büyükçekmece Basketbol ‏.

## وصلات خارجية
- باريس هورن على موقع كلية كرة السلة في سبورتس رفرنس.كوم (الإنجليزية)
- باريس هورن على موقع ريلجم (الإنجليزية)
- باريس هورن على موقع بروبوليرز (الإنجليزية)